# Fazl-i-Haqq
Khan Sāhib Qazi Fazl-i-Haqq (Urdu قاضی فضل حق DMG Qāḍī Faḍl-i Ḥaq; geb. August 1887; gest. 30. Juli 1939) war ein Linguist, Historiker und Schriftsteller des indischen Subkontinents.
Er lehrte Persisch, Arabisch, Urdu und Panjabi. Er wurde im August 1887 im Dorf Hajiwala im Viertel Karianwala der Stadt Gujrat als Sohn von Qazi Muhammad Din geboren. Ausgebildet wurde er von Familienältesten, die in der Mogulzeit Verantwortungen als Imame, Lehrer, Juristen, Muftis, Kalligraphen, Mystiker und Ärzte trugen. Deren Bibliothek beinhaltete Bücher und Manuskripte in Persisch, Arabisch, Panjabi und Hindi. Er absolvierte das Government-College in Lahore.

## Schriften (Auswahl)
- پنجابی علم و ادب میں مسلمانوں کا حصه : ۱۰۰۰ ھ تا ۱۳۰۰ ھ Panjābī ʿilm o adab meṉ Muslmānoṉ kā ḥiṣṣah: 1000 H tā 1300 H. Hrsg.: Rajul-i-Haqq Mahmud. Sang-e-Meel Publications, Lahore 2004, ISBN 969-35-1549-8.
- سخنوران برصغیر Suḵẖanvarān-i Barr-i Ṣag̱ẖīr. Sang-e-Meel Publications, Lahore 2008, ISBN 978-969-35-2120-7.
- مصنفہ، قاضی فضل حق Sokhanvarān-e Irān. Sang-e-Meel Publications, Lahore 2011, ISBN 978-969-35-2428-4.
- Khan Sahib Professor Qazi Fazl-i Haque, History of Punjabi Literature. Sang-e-Meel Publications, Lahore 2021, ISBN 978-969-35-3318-7 (übersetzt aus dem Urdu und hrsg. von Rajul-i-Haqq Mahmud).

| Personendaten    | Personendaten                                            |
| ---------------- | -------------------------------------------------------- |
| NAME             | Fazl-i-Haqq                                              |
| ALTERNATIVNAMEN  | Faḍl-i Ḥaq (DMG-Transkription); Fazl-i-Haque; Haqq, Fazl |
| KURZBESCHREIBUNG | Linguist, Historiker und Schriftsteller                  |
| GEBURTSDATUM     | August 1887                                              |
| GEBURTSORT       | Gujrat                                                   |
| STERBEDATUM      | 30. Juli 1939                                            |